# Neurok
Neurok is een bestuurslaag in het regentschap Pidie van de provincie Atjeh, Indonesië. Neurok telt 472 inwoners (volkstelling 2010).